# Loutre cendrée
Aonyx cinereus, Aonyx cinerea, Amblonyx cinereus
Espèce
Synonymes
- Amblonyx cinereus (Illiger, 1815)
- Aonyx cinereus (Illiger, 1815) (orth. error), préféré par ITIS[1]

Statut de conservation UICN

 VU A2acd : Vulnérable
Statut CITES
La loutre cendrée (Amblonyx cinereus, anciennement Aonyx cinereus) est une espèce de loutres de la famille des Mustelidés. Aussi appelée loutre asiatique, loutre naine d'Asie ou loutre à griffes courtes, cette loutre est menacée et considérée comme étant vulnérable (VU) à cause de la disparition rapide de son habitat et de la pollution aux pesticides.
C'est la plus petite des loutres.

## Description
La loutre cendrée ou loutre asiatique mesure (tête et corps) de 40,6 à 63,5 cm (voire moins selon la source Histoire naturelle : de 36 à 47 cm) pour un poids de 2,7 à 5,4 kg. La queue mesure entre 24,6 et 30,4 cm.

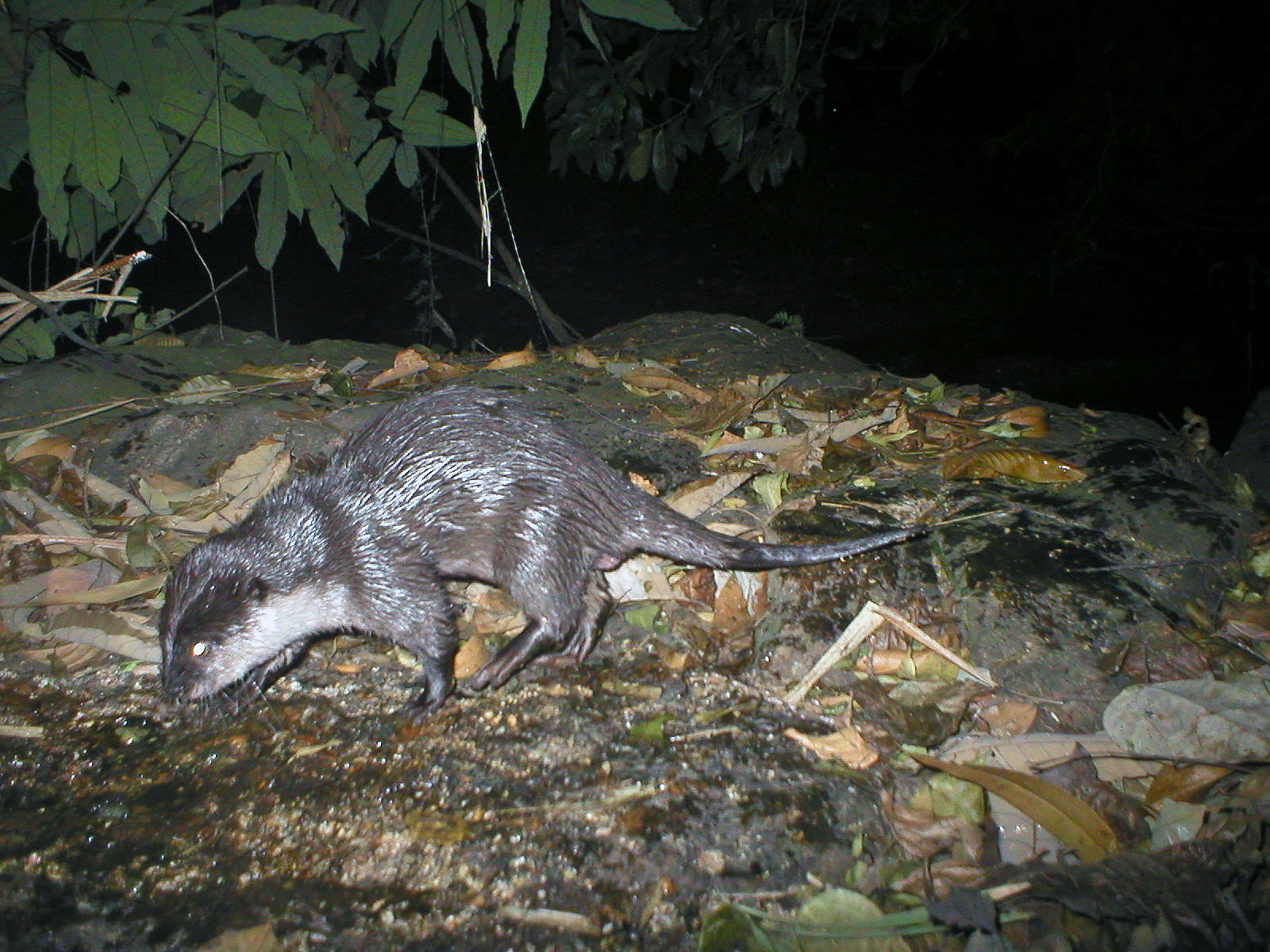
Loutre cendrée, Ghats occidentaux, Inde.

Cette loutre est active surtout la nuit.

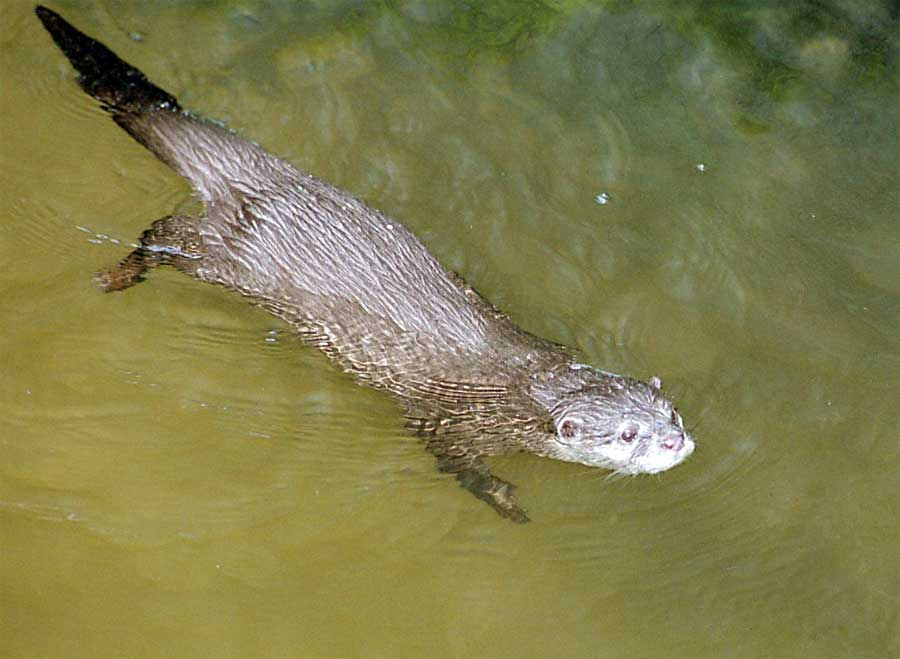
La loutre cendrée est une bonne nageuse.

Son dos est brun, son ventre est plus clair avec des taches blanches dans le bas de la face, la gorge et la poitrine. Ses griffes sont très courtes.

## Comportement
Cette loutre vit en groupe d'une douzaine d'individus. C'est un animal sociable très joueur. La loutre cendrée est aussi à l'aise sur la terre ferme que dans l'eau. Elle marque son territoire à l'aide de la sécrétion des glandes anales situées à la base de la queue mais aussi avec son urine et ses crottes.

## Alimentation
La loutre cendrée se nourrit principalement de poissons mais aussi de mollusques, de crustacés dont des crabes et de grenouilles.

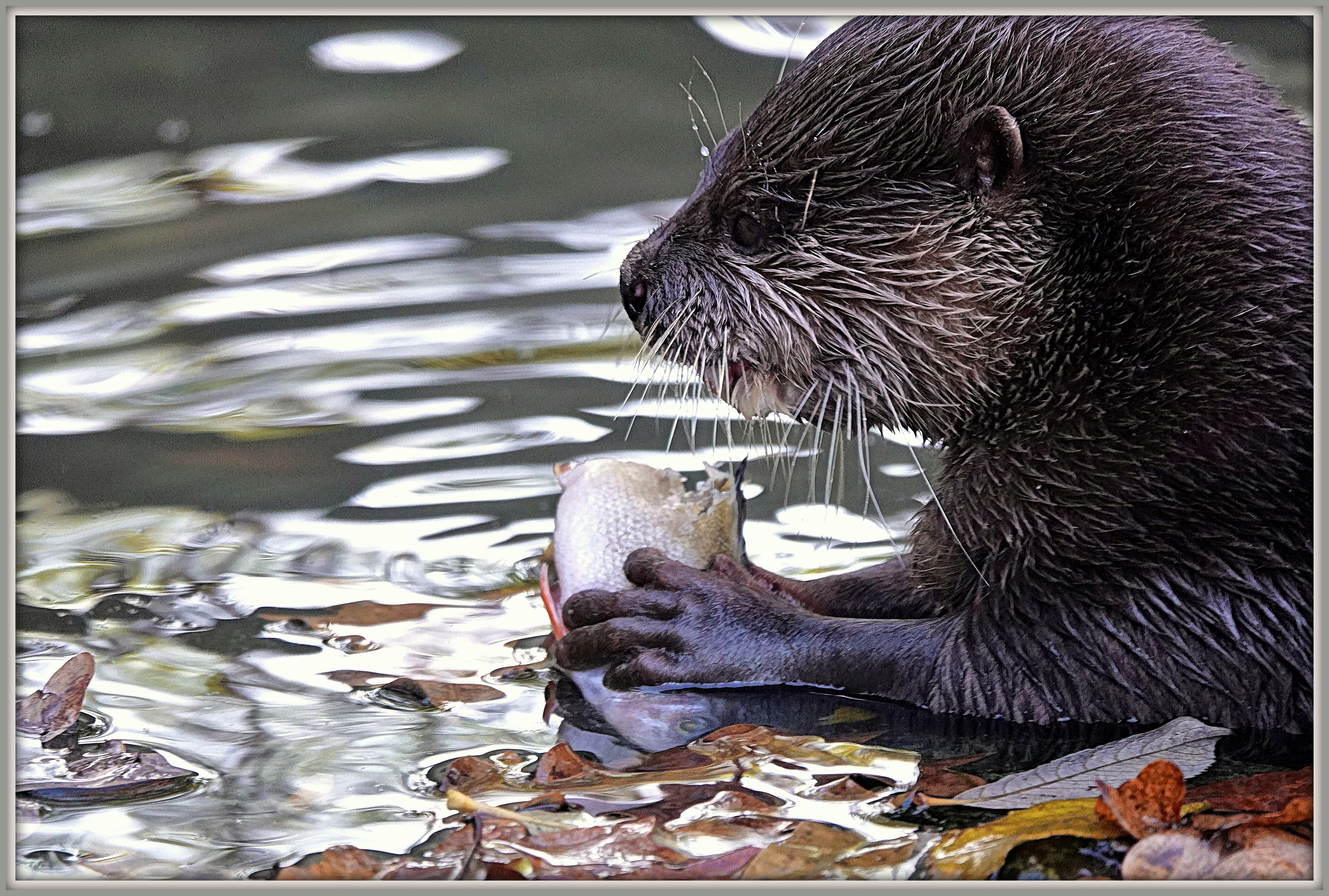
Jeune loutre cendrée mangeant un poisson.

## Reproduction
La gestation dure deux mois. La femelle met bas 2 petits (parfois jusqu'à 4 petits) dans un terrier de nidification creusé dans les berges. Les deux parents s'en occupent. Les petits apprennent à nager dès leur septième semaine et commencent à manger de la nourriture solide dès la neuvième semaine.

## Habitat et répartition

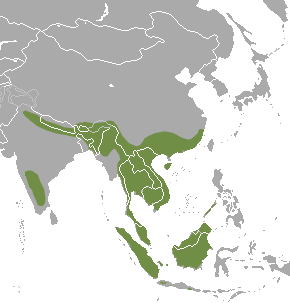
Carte de répartition en Asie.

La loutre cendrée se trouve en Inde et dans l'Himalaya, en Asie du Sud-Est et en Chine du Sud. Aujourd'hui, elle est essentiellement présente dans les forêts et marais de Malaisie et de Thaïlande.

Elle préfère les ruisseaux et les mangroves peu profonds à la végétation basse.

## Classification

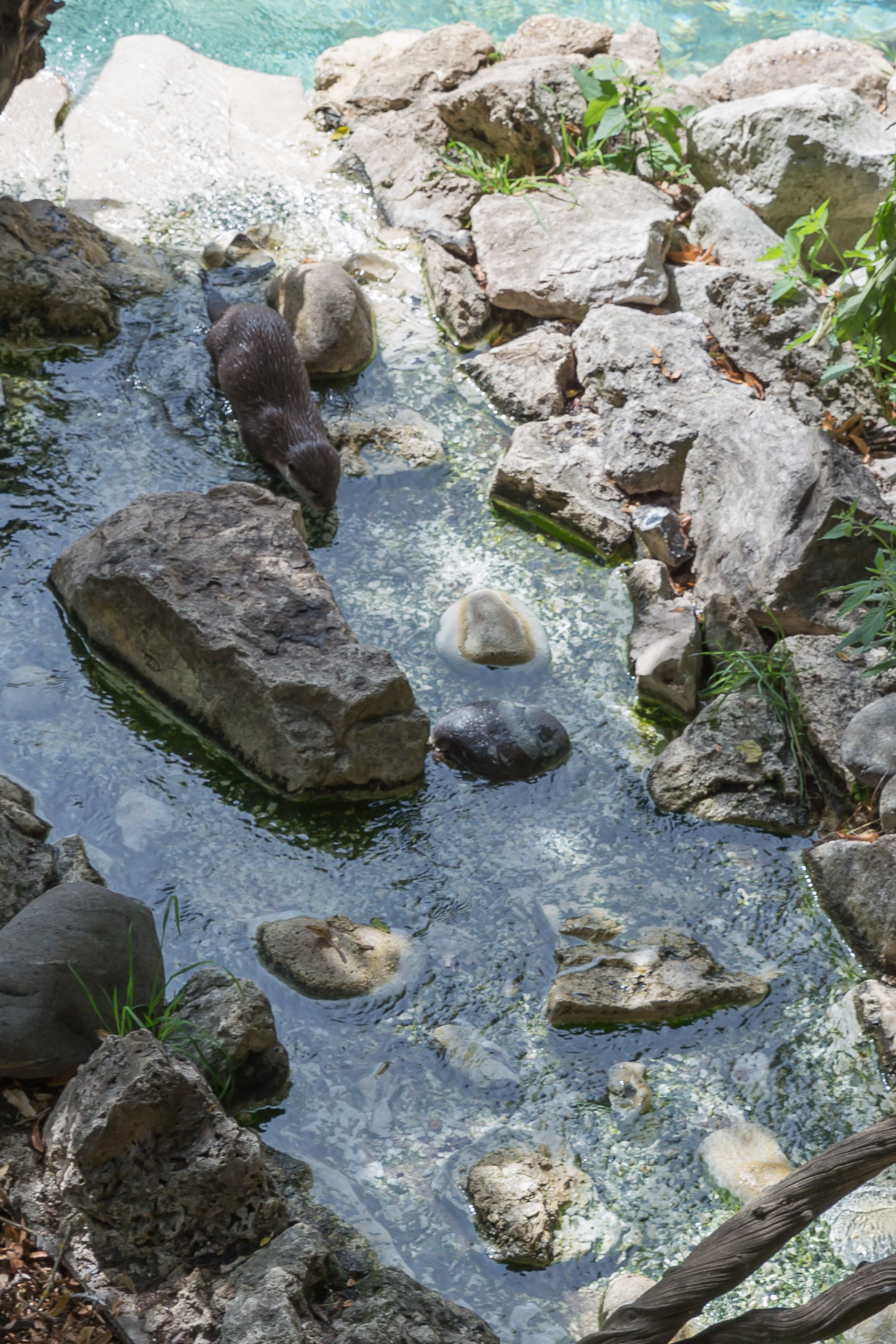
Aonyx cinerea (Loutre cendrée) au ZooParc de Beauval à Saint-Aignan-sur-Cher, France.

Auparavant classée dans le genre monotypique Amblonyx Rafinesque, 1832 sous le synonyme Amblonyx cinereus. L'espèce a été décrite pour la première fois en 1815 par le zoologiste allemand Johann Karl Wilhelm Illiger (177-1813).

### Liste des sous-espèces
Selon Mammal Species of the World (version 3, 2005)  (21 mai 2013) :
- sous-espèce Aonyx cinerea cinerea
- sous-espèce Aonyx cinerea concolor
- sous-espèce Aonyx cinerea nirnai

## Menaces
La principale menace qui pèse actuellement sur la loutre centrée en Asie du Sud-Est (et, dans une moindre mesure, sur la loutre d'Europe, la loutre à pelage lisse et la loutre de Sumatra), c'est qu'elle est capturée dans la nature pour être ensuite vendue comme animal de compagnie.